# Domnitor

Blazonul Principatelor României, între 24 aprilie 1867 și 23 martie 1872.

Domnitor (pl. domnitori) a fost titlul oficial al conducătorului Principatelor Unite ale Moldovei și Valahiei (România) între 1859 și 1881. 
A fost folosit oficial numai după ce Moldova și Țara Românească au ales același conducător în 1859. Înainte de această dată, conducătorii moldoveni și munteni s-au autointitulat de obicei „domn” ori „vodă”.
Numai doi principi au purtat titlul, oficial în Principatele Unite ale Moldovei și Țării Românești:
- Alexandru Ioan Cuza (1859-1866
- Carol I (1866-1881), din dinastia Hohenzollern-Sigmaringen.

În 1881, Carol a fost încoronat rege al României, care fusese recunoscută ca țară independentă, nemaifiind vasală otomană încă din 1877/78.